# Мчедлидзе, Мураз Гурамович
Мураз (Мурази) Гурамович Мчедлидзе (укр. Мураз (Муразі) Гурамович Мчедлідзе; 21 июня 1994, Днепропетровск, Украина) — украинский борец вольного стиля.

## Спортивная карьера
6 июля 2013 года в Скопье, уступив в финале Али Бончеоглу, он завоевал серебряную медаль юниорского первенства Европы. В августе 2013 года принимал участие на Первенстве мира среди юниоров в Софии, однако медаль оттуда не привёз. В середине ноября 2013 года в Днепропетровске выиграл международный турнир среди юниоров «Солидарность». 17 июня 2014 года в польском городе Катовице, одолев в финале россиянина Зайнуллу Курбанова, завоевал титул победителя молодежного первенства Европы. В начале апреля 2015 года на чемпионате Украины в Харькове дошёл до финала, в котором уступил Павлу Олейнику, став серебряным призёром. В начале апреля 2016 года в болгарском городе Русе принимал участие на Первенстве Европы до 23 лет, где уступил Зайнулле Курбанову из России, оставшись без медали. 23 сентября 2016 года в Кемерово стал бронзовым призёром международного турнира «Шахтерская слава». 1 октября 2016 в Якутске, проиграв в финале россиянину Юрию Белоновскому, стал серебряным призёром международного турнира памяти Дмитрия Коркина. В середине ноября 2016 года в Бухаресте в составе сборной Украины стал бронзовым призёром Кубка европейских наций. В начале марта 2017 года в Киеве завоевал бронзовую медаль на международном турнире. 28 марта 2017 года в венгерском городе Сомбатхей занял третье место на Первенство Европы среди борцов до 23 лет. 3 мая 2017 года принимал участие на чемпионате Европы в сербском Нови-Саде, где в 1/8 финала уступил Анзору Болтукаеву из России, так как его соперник вышел в финал, он принимал участие в утешительных схватках, в первой из которой потерпел поражение от Александра Гуштына из Белоруссии. 16 сентября 2017 года в Минске завоевал бронзовую награду Гран-При на призы Александра Медведя. 26 ноября 2017 года в польском Быдгоще поднялся на 3 место пьедестала чемпионата мира среди борцов до 23 лет. В начале июля 2024 года стало известно, что он примет участие на Олимпиаде в Париже.

## Спортивные результаты
- Первенство Европы по борьбе среди кадетов 2011 — ;
- Первенство Европы по борьбе среди юниоров 2013 — ;
- Первенство Европы по борьбе среди юниоров 2014 — ;
- Первенство Европы по борьбе среди спортсменов до 23 лет 2017 — ;
- Чемпионат мира по борьбе среди спортсменов до 23 лет 2017 — ;

## Личная жизнь
Отец: Гурам Мчедлидзе, уроженец Абхазии, украинский и грузинский борец вольного стиля, бронзовый призер чемпионата Европы 2000 года и участник Олимпийских игр 2000 года в составе сборной Грузии. Младший брат – Давид преимущественно занимался футболом. Иногда переключался на вольную борьбу. Лишь после двух месяцев активных тренировок он победил на всеукраинском турнире по борьбе до 15 лет и был включен в состав сборной Украины среди кадетов, призёр чемпионата Украины 2023 года. Тренером Давида является тренер его отца Джимшер Гурчиани.